# Mendelssohn Bartholdy
Mendelssohn Bartholdy ist ein Zweig der Familie Mendelssohn. Abraham Mendelssohn nahm den Beinamen Bartholdy für sich und seine Familie an, nachdem er 1822 zum Protestantismus übergetreten war.

## Angehörige
- Abraham Mendelssohn Bartholdy (1776–1835), Bankier
  - +Lea Mendelssohn Bartholdy, geb. Salomon (1777–1842), Ehefrau von Abraham
  - Fanny Mendelssohn Bartholdy (1805–1847), Komponistin
  - Felix Mendelssohn Bartholdy (1809–1847), Komponist
    - +Cécile Mendelssohn Bartholdy, geb. Jeanrenaud (1817–1853), Ehefrau von Felix
    - Karl Mendelssohn Bartholdy (1838–1897), Historiker
      - Cécile Mendelssohn Bartholdy (1870–1943), spätere Ehefrau von Otto von Mendelssohn Bartholdy
      - +Mathilde Mendelssohn Bartholdy, geb. von Merkl (1848–1937), zweite Ehefrau von Carl
      - Albrecht Mendelssohn Bartholdy (1874–1936), Jurist

    - Marie Mendelssohn Bartholdy (1839–1897)
    - Paul Mendelssohn Bartholdy der Ältere (1841–1880), Chemiker, Mitgründer der Agfa
      - Otto von Mendelssohn Bartholdy (1868–1949), Bankier
        - +Cécile von Mendelssohn Bartholdy, geb. Mendelssohn Bartholdy (1870-1943), siehe oben
        - Hugo von Mendelssohn Bartholdy (1894–1975), Bankier

      - +Enole Mendelssohn Bartholdy, geb. Oppenheim (1855–1939), zweite Ehefrau von Paul
      - Cécile Mendelssohn Bartholdy (1874–1923)
      - Lili Mendelssohn Bartholdy (1876–1927)
      - Ludwig Mendelssohn Bartholdy (1878–1918)
        - +Edith Mendelssohn Bartholdy, geb. Speyer (1882–1969), Ehefrau von Ludwig, Sozial- und Kulturpolitikerin

      - Paul Mendelssohn Bartholdy der Jüngere (1879–1956), Chemiker, Direktor der Agfa
        - +Johanna Mendelssohn Bartholdy, geb. Nauheim (1891–1948), Ehefrau von Paul

    - Felix Mendelssohn Bartholdy der Jüngere (1843–1851)
    - Elisabeth Mendelssohn Bartholdy (1845–1910)

  - Rebecca Mendelssohn Bartholdy (1811–1858)
  - Paul Mendelssohn-Bartholdy (1812–1874), Bankier
    - +Albertine Mendelssohn-Bartholdy, geb. Heine (1814–1879), Ehefrau von Paul
    - Pauline Mendelssohn-Bartholdy (1844–1863)
    - Katherine Mendelssohn-Bartholdy (1846–1906)
    - Ernst von Mendelssohn-Bartholdy (1846–1909), Bankier
      - +Marie von Mendelssohn-Bartholdy, geb. Warschauer (1855–1906), Ehefrau von Ernst
      - Paul von Mendelssohn-Bartholdy (1875–1935), deutscher Bankier
        - +Lotte von Mendelssohn-Bartholdy, geborene Reichenheim (1877–1946), erste Ehefrau von Paul
        - +Elsa Lucy Emmy Lolo von Lavergne-Péguilhen (1899–1986), zweite Ehefrau von Paul

      - Käthe von Mendelssohn-Bartholdy (1876–1943)
      - Charlotte von Mendelssohn-Bartholdy (1878–1961)
      - Enole von Mendelssohn-Bartholdy (1879–1947)
      - Marie von Mendelssohn-Bartholdy (1881–1970)
      - Alexander von Mendelssohn-Bartholdy (1889–1919)

    - Gotthold Mendelssohn-Bartholdy (1848–1903)
      - +Elsa (Elisabeth) Pauline Auguste Henriette Mendelssohn-Bartholdy, geb. Wentz (1857–1940), Ehefrau von Gotthold
      - Ernst Mendelssohn-Bartholdy (1875–1915)
      - Edith Weigel, geb. Mendelssohn-Bartholdy (1876–1953)
      - Gustav Mendelssohn-Bartholdy (* 1877)
      - Fanny Raithel, geb. Mendelssohn-Bartholdy (* 1879)
      - Herbert Mendelssohn-Bartholdy (1880–1940), Musiker (Violinist, Kritiker, Dozent)
        - +Léonie Mendelssohn-Bartholdy, geborene Langen (1889–1980), Ehefrau von Herbert, Pianistin, Musikpädagogin und Komponistin

      - Rudolph Mendelssohn-Bartholdy (* 1881)
      - Emma Mendelssohn-Bartholdy (1883–1914)
      - Else Mendelssohn-Bartholdy († 1885)
      - Beatus Mendelssohn-Bartholdy († 1888)
      - Martha Mendelssohn-Bartholdy (1889–1965)
      - Paula de Ridder, geb. Mendelssohn-Bartholdy (1892–1966)

    - Fanny Mendelssohn-Bartholdy (1851–1924)